# José Miguel García Cortés
José Miguel García Cortés   (València, 1955) és doctor en Filosofia per la Universitat de València, professor de Teoria de l'Art de la facultat de Belles Arts de la Universitat Politècnica de València des de l'any 1991 i des de l'any 2014 és el director de l'Institut Valencià d'Art Modern. Té una forta inquietud intel·lectual per la relació entre la vida i el desenvolupament urbà, maneres de viure i art. Ha fet de crític, teòric de l'art i comissari en exposicions.

## Biografia
Des de 1986 és membre de l'Associació Valenciana i Espanyola de Crítics d'Art, i des de 1987 membre de l'Associació Internacional de Crítics d'Art, i també ha estat membre del comité assessor de la Societat estatal para l'acció cultural exterior (SEACEX) que depén del Ministeri de Cultura. Va ser director fundador des de l'any 1998 de l'Espai d'Art Contemporani de Castelló EACC, amb notable projecció fins que va cessar del càrrec l'any 2003. Durant els anys 1997 i 1998 va dirigir la Sala de Exposicions La Gallera de València.
El 23 de setembre de 2014 fou triat en un concurs internacional, entre quinze candidats, director de l'Institut Valencià d'Art Modern (IVAM) en substitució de Consuelo Císcar. El càrrec fou atorgat per a 6 anys per un jurat compost per diversos experts en art, entre ells Enrique Varela, subdirector de Museus del Ministeri de Cultura; Manuel Borja-Villel, director del Museu Reina Sofía; Tomàs Llorens, fundador i primer director de l'IVAM, Maria Teresa Ocaña exdirectora del Museu Picasso de Barcelona i del MNAC així com Philippe de Montebello del Metropolitan Museum de Nova York, entre d'altres.
Ha comissariat diverses exposicions temàtiques, com a Ciudad Total i Malas Calles a l'IVAM; Media noche en la Ciudad en ARTIUM; o Cartografías Disidentes organitzada per la Societat Estatal de l'Acció Cultural Exterior SEACEX, que va itinerar per ciutats com Santiago de Xile, Caracas, l'Havana, Buenos Aires, Lima o Mèxic DF, així com exposicions individuals d'artistes com Jeff Wall, Pepe Espaliú, Gilbert & George, o Christian Boltanski, entre d'altres.
Cortés ha exercit la crítica d'art en nombrosos mitjans especialitzats i impartit cursos i conferències en diferents museus, universitats i centres d'art.

## Publicacions
És autor d'una desena de llibres com Metrópolis visionarias. Las ciudades que nunca existieron (Sendemà, Valencia, 2014), Otras ciudades posibles (2012) Gilbert & George. Escenarios Urbanos (2007) o Políticas del espacio. Arquitectura, Género y control Social (2006). També ha treballat com a editor de diferents publicacions i ha participat en nombrosos llibres col·lectius i catàlegs d'art contemporani.